# Arkusz zleceń

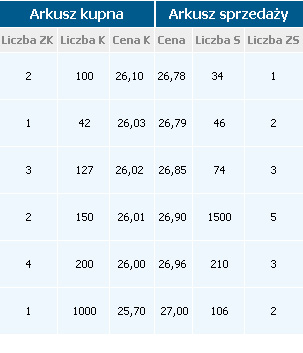
Przykładowy arkusz zleceń

Arkusz zleceń (ang. order book) – znajdujące się w giełdowym systemie komputerowym zestawienie ofert kupna i ofert sprzedaży akcji danej spółki wynikających ze zleceń składanych przez inwestorów. Arkusz jest widoczny dla osób posiadających dostęp do programu odbioru notowań z giełdy – klientów biur maklerskich lub osób, które wykupiły taką usługę u dostawcy danych. Zawartość arkusza zmienia się na bieżąco, wraz z napływaniem do giełdy kolejnych zleceń na kupno i sprzedaż akcji.
Arkusz ma dwie strony: lewa zawiera oferty kupna uszeregowane od najwyższej oferowanej ceny, a prawa oferty sprzedaży uszeregowane od najniższej oferowanej ceny. Rozstaw między najlepszą ofertą kupna a najlepszą ofertą sprzedaży nazywa się spreadem. Oprócz cen prezentowana jest liczba zleceń w danej cenie, oraz łączna liczba akcji oferowanych do kupna lub sprzedaży przy każdej z cen.
Z pokazanego obok, przykładowego arkusza można wyczytać, że: w danej chwili oferowane są 34 akcje po 26,78 zł za każdą,  46 po 26,79 zł i tak dalej. Arkusz informuje też, że w tym samym momencie istnieje 100 ofert kupna akcji po 26,10 zł, 42 po 26,03 zł itd.